# Trest smrti v Lotyšsku
Trest smrti v Lotyšsku byl za běžné zločiny zrušen v roce 1999. Za zločiny spáchané v době války byl zrušen v roce 2012. Země se rovněž zavázala k několika mezinárodním smlouvám, které zakazují trest smrti.

## Historie
Lotyšsko získalo nezávislost v roce 1991 po pádu Sovětského svazu. Poté byl trest smrti v civilních případech vyhrazen pro vraždu a jediným povoleným způsobem popravy, stejně jako za sovětské éry, byla poprava jednou střelou do týlu. Poslední popravy byly v Lotyšsku vykonány v lednu 1996. V říjnu 1996 úřadující prezident Lotyšska Guntis Ulmanis prohlásil, že by každý nový rozsudek smrti změnil na trest odnětí svobody.
Lotyšsko pokračovalo v udílení trestu smrti až do roku 1998. Dne 15. dubna 1999 byl trest smrti v době míru zrušen poté, co země ratifikovala protokol č. 6 Úmluvy o ochraně lidských práv a základních svobod. V roce 2002 Lotyšsko podepsalo protokol č. 13 Úmluvy o ochraně lidských práv a základních svobod, který ruší trest smrti za všech okolností. Ratifikován byl dne 26. ledna 2012 a dne 1. května 2012 vstoupil v platnost. Lotyšsko tak jako poslední země Evropské unie zrušilo trest smrti za vraždu v době války.